# Campanula

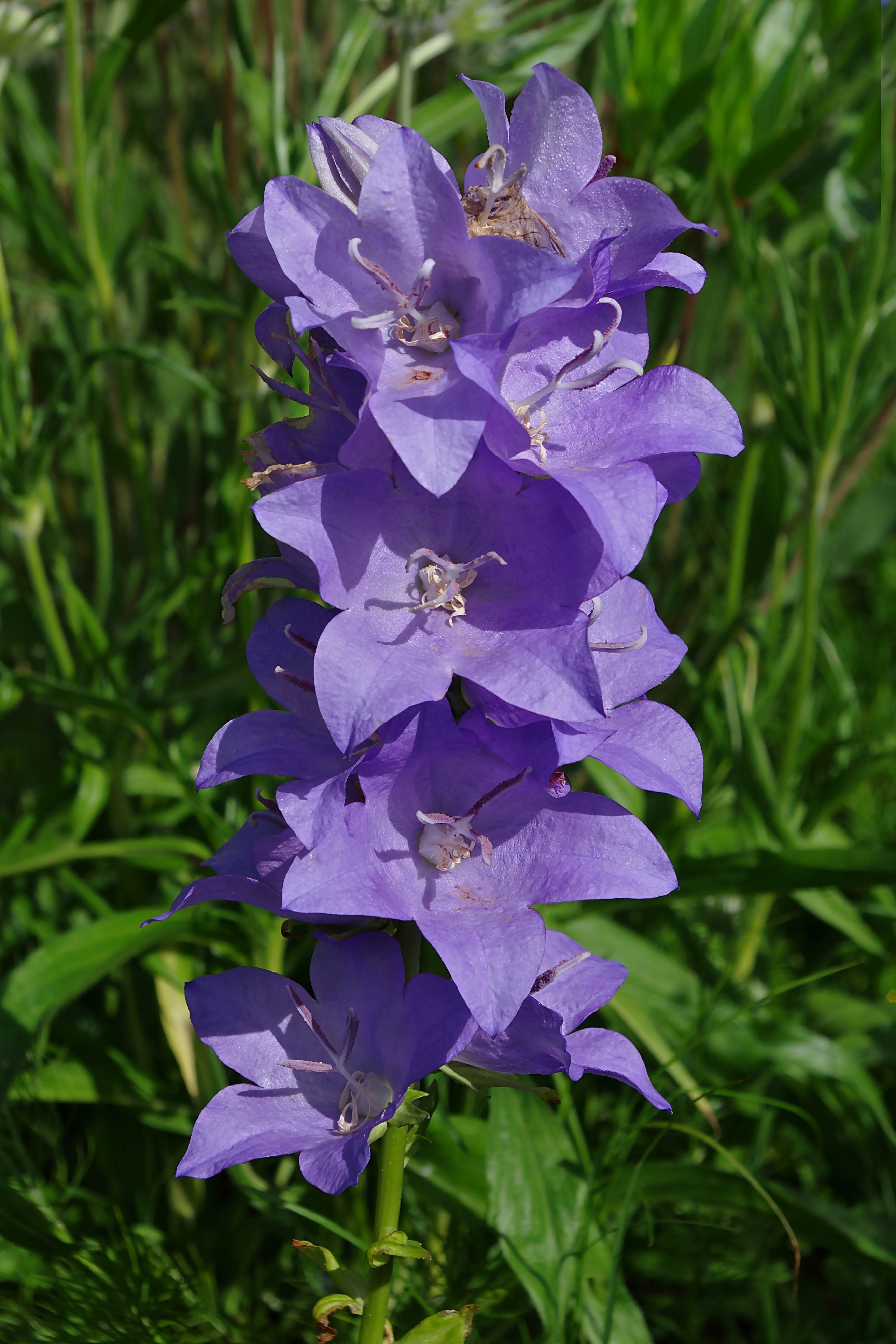
Campanula persicifolia (campaneta blava)

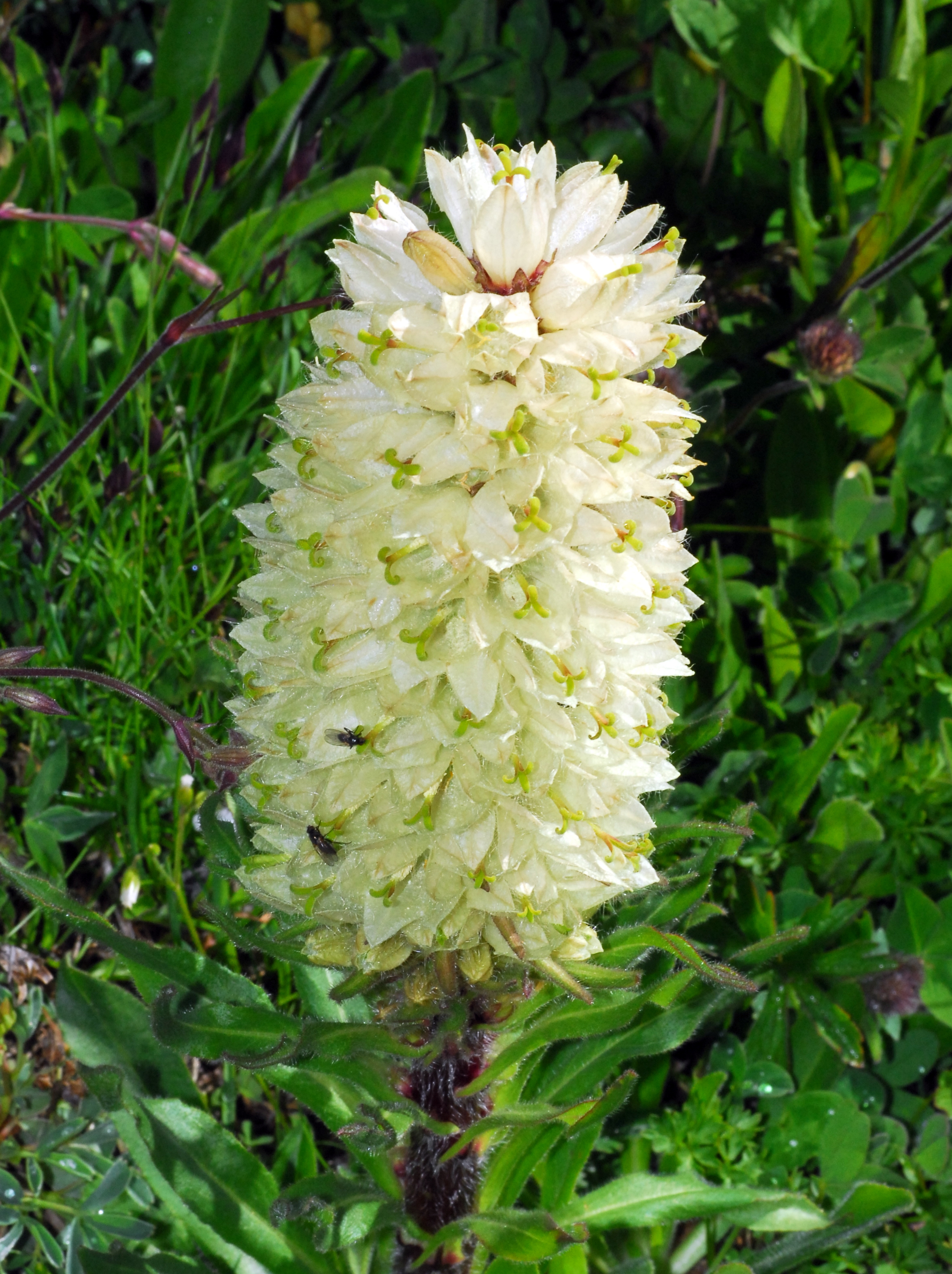
Campanula thyrsoides

Campanula és un gènere de plantes angiospermes de la família de les campanulàcies (Campanulaceae). És un gènere amb espècies natives presents a les zones temperades i subtropicals de l'hemisferi nord i a zones de muntanya tropical. En català les plantes d'aquest gènere s'anomenen campànules, però algunes de les plantes d'aquest grup són designades amb el nom de campaneta, una denominació que també reben altres plantes que no pertanyen a aquest gènere.

## Descripció
Són plantes anuals, bianuals o perennes i n'hi ha de mides ben diverses, des d'espècies nanes àrtiques i alpines de menys de 5 centímetres fins a espècies de més de dos metres d'alçària. Les fulles són alternes, sèssils, i sovint n'hi ha de mides diferents en una mateixa planta, amb fulles més amples i grans a la base de la tija i de més primes i estretes a la part superior; les vores de les fulles poden ser llises o serrades i sovint n'hi ha de totes dues menes en una mateixa planta. Moltes espècies tenen saba de làtex a les fulles i les tiges. Les flors acostumen a créixer en panícules, per bé que a vegades creixen en solitari. Tenen forma de campaneta, amb una corol·la penta-lobulada que normalment fa de 2 a 5 centímetres de llargària —n'hi ha de més llargues— i és de color blau o morat, ocasionalment blanc o rosa. Els fruits són càpsules amb múltiples llavors al seu interior.

## Taxonomia
Aquest gènere va ser publicat per primer cop l'any 1753 al primer volum de l'obra Species Plantarum del botànic suec Carl von Linné (1707-1778).

### Sinònims
Els següents noms científics són sinònims heterotípics de Campanula:
- Annaea Kolak.
- Astrocodon Fed.
- Azorina Feer
- Brachycodon Fed.
- Brachycodonia Fed. ex Kolak.
- Cenekia Opiz
- Decaprisma Raf.
- Depierrea Schltdl.
- Diosphaera Buser
- Drymocodon Fourr.
- Echinocodon Kolak.
- Echinocodonia Kolak.
- Erinia Noulet
- Fedorovia Kolak.
- Gadellia Schulkina
- Gaertnera Retz.
- Halacsyella Janch.
- Hayekia Lakusic ex D.Lakusic, Shuka & Eddie
- Hemisphaera Kolak.
- Hyssaria Kolak.
- Lacara Raf.
- Loreia Raf.
- Marianthemum Schrank
- Medium Spach
- Medium Opiz
- Megalocalyx (Damboldt) Kolak.
- Mzymtella Kolak.
- Nenningia Opiz
- Neocodon Kolak. & Serdyuk.
- Pentropis Raf.
- Petkovia Stef.
- Popoviocodonia Fed.
- Pseudocampanula Kolak.
- Quinquelocularia K.Koch
- Rapunculus Fourr.
- Rapuntia Chevall.
- Roucela Dumort.
- Sachokiella Kolak.
- Sicyocodon Feer
- Sykoraea Opiz
- Symphyandra A.DC.
- Syncodon Fourr.
- Talanelis Raf.
- Theodorovia Kolak.
- Trachelioides Opiz
- Tracheliopsis Buser
- Weitenwebera Opiz

### Espècies
Dins del gènere Campanula es reconeixen les 451 espècies següents:
- Campanula acutiloba Vatke
- Campanula adiyamanensis Yıldırım & Ş.Özcan
- Campanula afganica Pomel
- Campanula afra Cav.
- Campanula aghrica Kit Tan & Sorger
- Campanula aibgica Timukhin & Tuniyev
- Campanula aizoides Zaffran
- Campanula aizoon Boiss. & Spruner
- Campanula ajugifolia Sest. ex Spreng.
- Campanula akguelii Altan
- Campanula akhdarensis A.G.Mill. & Whitc.
- Campanula aktascii Aytaç & H.Duman
- Campanula alaskana (A.Gray) W.Wight ex J.P.Anderson
- Campanula alata Desf.
- Campanula albanica Witasek
- Campanula aldanensis Fed. & Karav.
- Campanula alisan-kilincii Yıldırım & Senol
- Campanula alliariifolia Willd.
- Campanula alpestris All.
- Campanula alphonsii Wall. ex A.DC.
- Campanula alpina Jacq.
- Campanula alsinoides Hook.f. & Thomson
- Campanula amasia Post
- Campanula anchusiflora Sm.
- Campanula andina Rupr.
- Campanula andrewsii A.DC.
- Campanula antalyensis Ayasligil & Kit Tan
- Campanula antilibanotica (P.H.Davis) Greuter & Burdet
- Campanula argentea Lam.
- Campanula argyrotricha Wall. ex A.DC.
- Campanula ariana Podlech
- Campanula aristata Wall.
- Campanula armena Steven
- Campanula arvatica Lag.
- Campanula asperuloides (Boiss. & Orph.) Harms
- Campanula atlantis Gattef., Maire & Weiller
- Campanula aureliana Bogdanovic, Resetnik, Brullo & Shuka
- Campanula aurita Greene
- Campanula austroadriatica D.Lakušic & Kovacic
- Campanula austroxinjiangensis Y.K.Yang, J.K.Wu & J.Z.Li
- Campanula autraniana Albov
- Campanula axillaris Boiss. & Balansa
- Campanula baborensis Quézel
- Campanula balfourii J.Wagner & Vierh.
- Campanula barbata L.
- Campanula baskilensis Behçet
- Campanula baumgartenii Becker
- Campanula bayerniana Rupr.
- Campanula bellidifolia Adams
- Campanula bertolae Colla
- Campanula betonicifolia Sm.
- Campanula betulifolia K.Koch
- Campanula bipinnatifida P.H.Davis
- Campanula bluemelii Halda
- Campanula bohemica Hruby
- Campanula bononiensis L.
- Campanula bordesiana Maire
- Campanula bornmuelleri Nábelek
- Campanula bravensis (Bolle) A.Chev.
- Campanula broussonetiana Schult.
- Campanula buseri Damboldt
- Campanula cabezudoi Cano-Maq. & Talavera
- Campanula calaminthifolia Lam.
- Campanula calcarata Sommier & Levier
- Campanula calcicola W.W.Sm.
- Campanula calycialata V.Randjel. & Zlatkovic
- Campanula camptoclada Boiss.
- Campanula cana Wall.
- Campanula candida A.DC.
- Campanula cantabrica Feer
- Campanula carnica Schiede ex Mert. & W.D.J.Koch
- Campanula carpatha Halácsy
- Campanula carpatica Jacq.
- Campanula cashmeriana Royle
- Campanula caucasica M.Bieb.
- Campanula celsii A.DC.
- Campanula cenisia L.
- Campanula cervicaria L.
- Campanula cespitosa Scop.
- Campanula choruhensis Kit Tan & Sorger
- Campanula chrysosplenifolia Franch.
- Campanula cichoracea Sm.
- Campanula ciliata Steven
- Campanula cochleariifolia Lam.
- Campanula cochleromena Gardère
- Campanula collina Sims
- Campanula columnaris Contandr., Quézel & Zaffran
- Campanula comosiformis (Hayek & Janch.) Frajman & Schneew.
- Campanula conferta A.DC.
- Campanula constantini Beauverd & Topali
- Campanula coriacea P.H.Davis
- Campanula crassipes Heuff.
- Campanula cremnophila Bogdanovic, Resetnik, M.Jericevic, N.Jericevic & Brullo
- Campanula crenulata Franch.
- Campanula cretica (A.DC.) D.Dietr.
- Campanula creutzburgii Greuter
- Campanula crispa Lam.
- Campanula cymaea Phitos
- Campanula cymbalaria Sm.
- Campanula daghestanica Fomin
- Campanula damascena Labill.
- Campanula damboldtiana P.H.Davis & Sorger
- Campanula dasyantha M.Bieb.
- Campanula daucoides D.Lakusic, Skondric & Aleksic
- Campanula davisii Turrill
- Campanula decumbens A.DC.
- Campanula delicatula Boiss.
- Campanula demirsoyi Kandemir
- Campanula dersimensis Fırat & Yıldırım
- Campanula dichotoma L.
- Campanula dieckii Lange
- Campanula dimitrii Strid
- Campanula dimorphantha Schweinf.
- Campanula divaricata Michx.
- Campanula dolomitica E.A.Busch
- Campanula drabifolia Sm.
- Campanula dulcis Decne.
- Campanula dzaaku Albov
- Campanula dzyschrica Kolak.
- Campanula edulis Forssk.
- Campanula ekimiana Güner
- Campanula elatines L.
- Campanula elatinoides Moretti
- Campanula engurensis Kharadze
- Campanula erinus L.
- Campanula escalerae Rech.f. & Schiman-Czeika
- Campanula euboica Phitos
- Campanula euclasta Boiss.
- Campanula eugeniae Fed.
- Campanula excisa Schleich. ex Murith
- Campanula expansa Rudolph
- Campanula fastigiata Dufour ex Schult.
- Campanula feijoana Gardère
- Campanula fenestrellata Feer
- Campanula ficarioides Timb.-Lagr.
- Campanula filicaulis Durieu
- Campanula flaccidula Vatke
- Campanula foliosa Ten.
- Campanula formanekiana Degen & Dörfl.
- Campanula forsythii (Arcang.) Bég.
- Campanula fragilis Cirillo
- Campanula fransinea Gardère
- Campanula fritschii Witasek
- Campanula fruticulosa (O.Schwarz & P.H.Davis) Damboldt
- Campanula gansuensis L.C.Wang & D.Y.Hong
- Campanula garciniae Pils
- Campanula garganica Ten.
- Campanula gentilis Kovanda
- Campanula giesekiana Vest ex Schult.
- Campanula gilliatii Milne-Redh. & Turrill
- Campanula glomerata L.
- Campanula glomeratoides D.Y.Hong
- Campanula goulimyi Turrill
- Campanula gracillima Podlech
- Campanula grandis Fisch. & C.A.Mey.
- Campanula grossekii Heuff.
- Campanula guinochetii Quézel
- Campanula hacerae Ilçim
- Campanula hagielia Boiss.
- Campanula haradjanii Rech.f.
- Campanula hawkinsiana Hausskn. & Heldr.
- Campanula hedgei P.H.Davis
- Campanula hercegovina Degen & Fiala
- Campanula hermannii Rech.f.
- Campanula herminii Hoffmanns. & Link
- Campanula heterophylla L.
- Campanula hieracioides Kolak.
- Campanula hierapetrae Rech.f.
- Campanula hierosolymitana Boiss.
- Campanula hispanica Willk.
- Campanula hissarica Kamelin ex Rassulova
- Campanula hofmannii (Pantan.) Greuter & Burdet
- Campanula hongii Y.F.Deng
- Campanula humillima A.DC.
- Campanula hypopolia Trautv.
- Campanula hystricula Pau
- Campanula iconia Phitos
- Campanula immodesta Lammers
- Campanula incanescens Boiss.
- Campanula incurva Aucher ex A.DC.
- Campanula intercedens Witasek
- Campanula involucrata Aucher ex A.DC.
- Campanula isaurica Contandr., Quézel & Pamukç.
- Campanula isophylla Moretti
- Campanula jacobaea C.Sm. ex Webb
- Campanula jacquinii (Sieber) A.DC.
- Campanula jadvigae Kolak.
- Campanula jaubertiana Timb.-Lagr.
- Campanula jordanovii Ancev & Kovanda
- Campanula jurjurensis Pomel
- Campanula justiniana Witasek
- Campanula kachethica Kantsch.
- Campanula kamariana Kyriak., Liveri & Phitos
- Campanula kantschavelii Zagar.
- Campanula karabaghensis Mikheev
- Campanula karadjana Bocquet
- Campanula karakuschensis Grossh.
- Campanula kastellorizana Carlström
- Campanula keniensis Thulin
- Campanula kermanica (Rech.f., Aellen & Esfand.) Rech.f.
- Campanula khorasanica (Rech.f. & Aellen) Rech.f.
- Campanula kiharae Kitam.
- Campanula kirikkoleensis A.A.Donamez & Güner
- Campanula kladniana (Schur) Witasek
- Campanula kolakovskyi Kharadze
- Campanula kolenatiana C.A.Mey. ex Rupr.
- Campanula komarovii Maleev
- Campanula kotschyana A.DC.
- Campanula koyuncui H.Duman
- Campanula kurdistanica Advay & Maroofi
- Campanula laciniata L.
- Campanula lactiflora M.Bieb.
- Campanula lamondiae Rech.f.
- Campanula lanata Friv.
- Campanula lasiocarpa Cham.
- Campanula latifolia L.
- Campanula lavrensis (Tocl & Rohlena) Phitos
- Campanula lazica (Boiss. & Balansa) Kharadze
- Campanula leblebicii Yıldırım
- Campanula ledebouriana Trautv.
- Campanula lehmanniana Bunge
- Campanula leucantha Gilli
- Campanula leucoclada Boiss.
- Campanula leucosiphon Boiss. & Heldr.
- Campanula lezgina (Alex.) Kolak. & Serdyuk.
- Campanula lingulata Waldst. & Kit.
- Campanula litvinskajae Ogan.
- Campanula longisepala Podlech
- Campanula longistyla Fomin
- Campanula lourica Boiss.
- Campanula luristanica Freyn
- Campanula lusitanica Loefl.
- Campanula luzhijiangensis Huan C.Wang & T.T.Wang
- Campanula lycica Kit Tan & Sorger
- Campanula lyrata Lam.
- Campanula macrochlamys Boiss. & A.Huet
- Campanula macrorhiza J.Gay ex A.DC.
- Campanula macrostachya Waldst. & Kit. ex Willd.
- Campanula macrostyla Boiss. & Heldr.
- Campanula mairei Pau ex Maire
- Campanula malatyaensis Mutlu & Karakus
- Campanula marcenoi Brullo
- Campanula marchesettii Witasek
- Campanula mardinensis Bornm. & Sint.
- Campanula martinii F.Fen., Pistarino, Peruzzi & Cellin.
- Campanula massalskyi Fomin
- Campanula matritensis A.DC.
- Campanula medium L.
- Campanula mekongensis Diels ex C.Y.Wu
- Campanula merxmuelleri Phitos
- Campanula micrantha Bertol.
- Campanula microdonta Koidz.
- Campanula microphylloidea D.Y.Hong
- Campanula mirabilis Albov
- Campanula moesiaca Velen.
- Campanula mollis L.
- Campanula monodiana Maire
- Campanula montenegrina I.Jankovic & D.Lakusic
- Campanula monteverdensis Gardère
- Campanula moravica (Spitzn.) Kovanda
- Campanula morettiana Rchb.
- Campanula mugeana Yıldırım
- Campanula munzurensis P.H.Davis
- Campanula myrtifolia Boiss. & Heldr.
- Campanula nakaoi Kitam.
- Campanula nejceffii Marinov & Stoyanov
- Campanula nisyria Papatsou & Phitos
- Campanula numidica Durieu
- Campanula nuristanica Rech.f. & Schiman-Czeika
- Campanula occidentalis Y.Nyman
- Campanula odontosepala Boiss.
- Campanula oligosperma Damboldt
- Campanula olympica Boiss.
- Campanula omeiensis (Z.Y.Zhu) D.Y.Hong & Z.Yu Li
- Campanula orbelica Pančić
- Campanula oreadum Boiss. & Heldr.
- Campanula oreodoxa Arjmandi & Memariani
- Campanula orphanidea Boiss.
- Campanula ossetica M.Bieb.
- Campanula ovacikensis Yıld.
- Campanula pallida Wall.
- Campanula pamphylica (Contandr., Quézel & Pamukç.) Akçiçek & Vural
- Campanula pangea Hartvig
- Campanula papillosa Halácsy ex Maire & Petitm.
- Campanula paradoxa Kolak.
- Campanula parnassica Boiss. & Spruner
- Campanula parryi A.Gray
- Campanula patula L.
- Campanula pelia Hausskn. ex Bedd.
- Campanula pelviformis Lam.
- Campanula pendula M.Bieb.
- Campanula peregrina L.
- Campanula perpusilla A.DC.
- Campanula persepolitana Kotschy ex Boiss.
- Campanula persicifolia L. — campaneta blava
- Campanula peshmenii Güner
- Campanula petiolata A.DC.
- Campanula petraea L.
- Campanula petrophila Rupr.
- Campanula phitosiana Yıldırım & Sentürk
- Campanula phrygia Jaub. & Spach
- Campanula phyctidocalyx Boiss. & Noë
- Campanula pichleri Vis.
- Campanula pinatzii Greuter & Phitos
- Campanula pindicola Aldén
- Campanula pinnatifida Hub.-Mor.
- Campanula piperi Howell
- Campanula podocarpa Boiss.
- Campanula pollinensis Podlech
- Campanula polyclada Rech.f. & Schiman-Czeika
- Campanula pontica Albov
- Campanula portenschlagiana Schult.
- Campanula poscharskyana Degen
- Campanula postii (Boiss.) Harms
- Campanula praesignis Beck
- Campanula precatoria Timb.-Lagr.
- Campanula primulifolia Brot.
- Campanula propinqua Fisch. & C.A.Mey.
- Campanula pseudostenocodon Lacaita
- Campanula psilostachya Boiss. & Kotschy
- Campanula ptarmicifolia Lam.
- Campanula pterocaula Hausskn. ex Bornm.
- Campanula pubicalyx (P.H.Davis) Damboldt
- Campanula pulla L.
- Campanula pulvinaris Hausskn. & Bornm.
- Campanula punctata Lam.
- Campanula pyramidalis L.
- Campanula quercetorum Hub.-Mor. & C.Simon
- Campanula raddeana Trautv.
- Campanula radicosa Bory & Chaub.
- Campanula radula Fisch. ex Fenzl.
- Campanula raineri Perp.
- Campanula ramosissima Sm.
- Campanula rapunculoides L. — campaneta repunxiforme
- Campanula rapunculus L. — repunxó
- Campanula rashtiana Parsa
- Campanula raveyi Boiss.
- Campanula reatina Lucchese
- Campanula rechingeri Phitos
- Campanula reiseri Halácsy
- Campanula retrorsa Labill.
- Campanula reuteriana Boiss. & Balansa
- Campanula rhodensis A.DC.
- Campanula rhomboidalis L.
- Campanula rigescens Pall. ex Schult.
- Campanula rimarum Boiss.
- Campanula robertsonii Gamble
- Campanula romanica Săvul.
- Campanula rosmarinifolia Kerr
- Campanula rotata D.Y.Hong
- Campanula rotundifolia L. — campaneta, campaneta de fulla rodona
- Campanula rubasensis Teimurov & Taisumov
- Campanula rumeliana (Hampe) Vatke
- Campanula rupestris Sm.
- Campanula rupicola Boiss. & Spruner
- Campanula ruscinonensis Timb.-Lagr.
- Campanula sabatia De Not.
- Campanula samothracica (Degen) Greuter & Burdet
- Campanula saonissia Biel & Kit Tan
- Campanula sarmatica Ker Gawl.
- Campanula sartorii Boiss. & Heldr.
- Campanula sauvagei Quézel
- Campanula saxatilis L.
- Campanula saxifraga M.Bieb.
- Campanula saxifragoides Doum.
- Campanula saxonorum Gand.
- Campanula scabrella Engelm.
- Campanula scheuchzeri Vill. — campaneta alpina
- Campanula schimaniana Rech.f.
- Campanula sciathia Phitos
- Campanula sclerophylla (Kolak.) Ogan.
- Campanula sclerotricha Boiss.
- Campanula scoparia (Boiss. & Hausskn.) Damboldt
- Campanula scopelia Phitos
- Campanula scouleri Hook. ex A.DC.
- Campanula scutellata Griseb.
- Campanula secundiflora Vis. & Pancic
- Campanula semisecta Murb.
- Campanula seraglio Kit Tan & Sorger
- Campanula serhouchenensis Dobignard
- Campanula serrata (Kit. ex Schult.) Hendrych
- Campanula shetleri Heckard
- Campanula sibirica L.
- Campanula sidoniensis Boiss. & C.I.Blanche
- Campanula silifkeensis Tezcan & Öztekin
- Campanula simulans Carlström
- Campanula sivasica Kit Tan & Yıldız
- Campanula skanderbegii Bogdanovic, Brullo & D.Lakušic
- Campanula songutica Amirkh.
- Campanula sparsa Friv.
- Campanula spatulata Sm.
- Campanula speciosa Pourr. — campaneta gran
- Campanula specularioides Coss.
- Campanula spicata L.
- Campanula staintonii Rech.f. & Schiman-Czeika
- Campanula stellaris Boiss.
- Campanula stenocarpa Trautv. & C.A.Mey.
- Campanula stenocodon Boiss. & Reut.
- Campanula stenosiphon Boiss. & Heldr.
- Campanula stevenii M.Bieb.
- Campanula stricta L.
- Campanula strigillosa Boiss.
- Campanula strigosa Banks & Sol.
- Campanula suanetica Rupr.
- Campanula sulaimanii Nasir
- Campanula sulphurea Boiss.
- Campanula sylvatica Wall.
- Campanula tanfanii Podlech
- Campanula tatrae Borbás
- Campanula telephioides Boiss. & Hausskn.
- Campanula telmessi Hub.-Mor. & Phitos
- Campanula tenuissima Dunn
- Campanula teucrioides Boiss.
- Campanula teutana Bogdanovic & Brullo
- Campanula thyrsoides L.
- Campanula tokurii Ocak
- Campanula tomentosa Lam.
- Campanula tommasiniana K.Koch
- Campanula topaliana Beauverd
- Campanula trachelium L. — campaneta d'ortiga
- Campanula trachyphylla Schott & Kotschy ex Boiss.
- Campanula transsilvanica Schur ex Andrae
- Campanula transtagana R.Fern.
- Campanula trichocalycina Ten.
- Campanula trichopoda Boiss.
- Campanula tridentata Schreb.
- Campanula tristis Kitam.
- Campanula troegerae Damboldt
- Campanula trojanensis Kovanda & Ancev
- Campanula tschuktschorum Jurtzev & Fed.
- Campanula tubulosa Lam.
- Campanula tymphaea Hausskn.
- Campanula uyemurae (Kudô) Miyabe & Tatew.
- Campanula vaillantii Quézel
- Campanula vardariana Bocquet
- Campanula velata Pomel
- Campanula velebitica Borbás
- Campanula veneris Carlström
- Campanula versicolor Andrews
- Campanula vicinituba Gardère
- Campanula vidalii H.C.Watson
- Campanula waldsteiniana Schult.
- Campanula wanneri Rochel
- Campanula wattiana B.K.Nayar & Babu
- Campanula willkommii Witasek
- Campanula witasekiana Vierh.
- Campanula xylocarpa Kovanda
- Campanula yaltirikii H.Duman
- Campanula yildirimlii Kit Tan & Sorger
- Campanula yunnanensis D.Y.Hong
- Campanula zangezura (Lipsky) Kolak. & Serdyuk.

### Híbrids
S'han descrit els següents híbrids naturals:
- Campanula × chevalieri Sennen
- Campanula × cottia Beyer
- Campanula × digenea F.Wettst.
- Campanula × gisleri Brügger
- Campanula × glomeratiformis Murr ex Dalla Torre & Sarnth.
- Campanula × iserana Kovanda
- Campanula × murrii Dalla Torre & Sarnth.
- Campanula × segusina Beyer
- Campanula × spryginii Saksonov & Tzvelev
- Campanula × truedingeri Murr